# 1972年阿拉斯加州联邦众议员选举
1972年阿拉斯加州联邦众议员选举于1972年11月7日举行，旨在为阿拉斯加州單一國會選區选派联邦众议员。尽管时任联邦众议员尼克·贝吉奇早在投票之前就已经失踪，可是他还是击败了共和党籍候选人唐·扬获得了胜利。不过此次胜利亦是2022年之前民主党在阿拉斯加州联邦众议院选举中所获得的最后一次胜利，直到2022年唐·扬逝世后，民主党籍候选人玛丽·佩尔托拉才得以在特别选举中取胜。

## 初选
早在1972年2月10日，时任众议员尼克·贝吉奇就对外宣布了他寻求连任的意图。虽然他之后也曾考虑过参加阿拉斯加州联邦参议员选举以挑战时任共和党籍参议员特德·史蒂文斯，不过他最终还是坚持继续参选众议员，并于同年3月27日重申了这一点。
4月7日，阿拉斯加州参议院议员唐·扬表达了他想参选联邦众议员的想法。尽管当时唐·扬并没有正式宣布参选，但是共和党在州代表大会上对其表示了支持。于是唐·扬在5月22日于朱诺正式申请参选。而曾参与1970年阿拉斯加州联邦众议员选举的布魯斯·迪克森·史蒂文斯亦于6月1日宣布参选，不过他在初选中并未积极表现。
初选于1972年8月22日举行，尼克·贝吉奇以70%的得票率位居第一，唐·扬以25.60%的得票率位居第二，而史蒂文斯仅以不到5%的得票率屈居第三。

### 候选人
- 尼克·贝吉奇，阿拉斯加州单一国会选区联邦众议员（1971年至1972年）
- 布鲁斯·迪克森·史蒂文斯，曾于1970年参选阿拉斯加州单一国会选区联邦众议员，但以失败告终
- 唐·扬，阿拉斯加州众议院议员（1967年至1971年）和阿拉斯加州参议院议员（1971年至1973年）

### 结果
| 政党   | 政党   | 候选人                 | 票数   | %       | ± |
| ------ | ------ | ---------------------- | ------ | ------- | - |
|        | 民主党 | 尼克·贝吉奇（时任）    | 37,873 | 69.45%  |   |
|        | 共和党 | 唐·扬                  | 13,958 | 25.60%  |   |
|        | 共和黨 | 布鲁斯·迪克森·史蒂文斯 | 2,703  | 4.96%   |   |
| 总票数 | 总票数 | 总票数                 | 54,534 | 100.00% |   |

## 决选
1972年9月6日，唐·扬向贝吉奇发起了希望与之辩论的挑战，后者最终于9月14日接受了挑战。两者原计划打算举行4到5场辩论，但是贝吉奇在10月16日与时任国会众议院多数党领袖海尔·博格斯一同搭乘飞机时失踪。对此唐·扬在10月19日停止了一切竞选活动，等待贝吉奇被寻获，不过他后来又于10月28日恢复了竞选活动。唐·扬对此表示“自己在做有利于阿拉斯加州的事情”，他还表示如果贝吉奇在当选的情况下被发现已经去世或始终未能找到，那么阿拉斯加州联邦众议员的席位将会有6个月的空缺，直到特别选举。时任联邦众议院少数党领袖杰拉尔德·福特亦表示，若是唐·扬不能当选，阿拉斯加州联邦众议员的资历方面有可能会受到负面影响。
虽然唐·扬和福特发表了以上声明以试图拉票，但是贝吉奇最终还是以56.24%对43.76%的优势成功连任。由于贝吉奇始终未能被寻获，因此他于1972年12月在法律上被宣告死亡。直到今天，贝吉奇的下落仍然是个迷。

### 结果
| 政党   | 政党   | 候选人              | 票数   | %       | ±      |
| ------ | ------ | ------------------- | ------ | ------- | ------ |
|        | 民主党 | 尼克·贝吉奇（时任） | 53,651 | 56.24%  | +1.13% |
|        | 共和黨 | 唐·扬               | 41,750 | 43.76%  | −1.13% |
| 总票数 | 总票数 | 总票数              | 95,401 | 100.00% |        |